# ビーバートザン
ビーバートザン（英: Beavertozan、コーナンビーバートザン/コーナンビーバープロ）は、コーナン商事が神奈川県・東京都に展開しているホームセンターの店舗ブランド。
また、株式会社ビーバートザン（英: Beavertozan Co.,Ltd）は、2023年2月28日までこれを運営していた企業。

## 概要
法人時代の本社は神奈川県厚木市に所在し、屋号も「ビーバートザン」を名乗っていた。
名前の由来はDIYの店としてのシンボルとして、 自分で木を切り倒しダムを作りその中に自分で色々な部屋を作る「ビーバー」と、箱根登山鉄道の「トザン」をくっつけたもの。
箱根登山鉄道（後の小田急箱根）が小田急電鉄の直系子会社となった際に、箱根登山鉄道の一部門だったDIY業を小田急電鉄に移管。同時に伊藤忠商事の資本参加を得て運営するようになる。2010年2月1日に小田急ポイントカード加盟店となった。
2017年5月31日付けで同業大手のコーナンが小田急電鉄から株式を取得し、同社の100%子会社となった。但し屋号の変更は行わず、小田急ポイントカードも引き続き利用できる。
2022年9月20日に親会社のコーナン商事と合併契約締結。 2023年3月1日に合併した。

## 店舗
2023年6月現在では神奈川県に5店舗、東京都に1店舗の計6店舗を出店している。出店店舗の詳細情報は公式サイト「コーナンの店舗検索サイト」を参照。

## ポイントカード
- 小田急ポイントカード
- 楽天ポイントカード

かつてはグリーンスタンプと提携したビーバークラブポイントカードを発行していたが、2010年2月1日に小田急ポイントカードサービス開始に伴い、2010年1月31日をもって取り扱いを終了した。
2021年4月14日から新たに楽天ポイントの付与および交換のサービスが開始した。税抜200円につき1ポイントが付与され、クレジットカードでの支払いもポイントが付与される。